# Llista de topònims de Santa Margarida i els Monjos
Llista de topònims (noms propis de lloc) del municipi de Santa Margarida i els Monjos, a l'Alt Penedès
Informació actualitzada per un bot. Els canvis manuals es perdran quan s'actualitzi!

## arbre singular
| imatge | Nom                               | Ubicat a                     | instància de   | Detalls                                                          | coordenades                                                                                            | Protecció | Commons (més fotos) | Dades a WD                    |
| ------ | --------------------------------- | ---------------------------- | -------------- | ---------------------------------------------------------------- | --- | --------- | ------------------- | ----------------------------- |
|        | Oliveres de l'avinguda Catalunya  | Santa Margarida i els Monjos | arbre singular |                                                                  | 41° 19′ 09″ N, 1° 39′ 38″ E / 41.31928°N,1.66054°E ca:Els Monjos. Plaça d'Europa.                      |           |                     | Modifica les dades a Wikidata |
|        | Plàtans de les Masses             | Santa Margarida i els Monjos | arbre singular |                                                                  | 41° 18′ 07″ N, 1° 38′ 48″ E / 41.302°N,1.64672°E ca:Les Masses.                                        |           |                     | Modifica les dades a Wikidata |
|        | els Tres Pins / Pins del Sallarès | Santa Margarida i els Monjos | arbre singular |                                                                  | 41° 18′ 49″ N, 1° 39′ 05″ E / 41.31369°N,1.65138°E ca:Urbanització Tres Pins.                          |           |                     | Modifica les dades a Wikidata |
|        | oliveres de cal Rubió             | Santa Margarida i els Monjos | arbre singular | Taxon: Olea europaea var. europaea (Olea europaea var. europaea) | 41° 19′ 52″ N, 1° 39′ 02″ E / 41.33122°N,1.65064°E ca:Cal Rubió. Avda. de les Oliveres i c. del Jardí. |           |                     | Modifica les dades a Wikidata |

## biblioteca pública
| imatge | Nom                                        | Ubicat a                     | instància de                          | Detalls | coordenades                                                                           | Protecció | Commons (més fotos)                        | Dades a WD                    |
| ------ | ------------------------------------------ | ---------------------------- | ------------------------------------- | ------- | ------------------------------------------------------------------------------------- | --------- | ------------------------------------------ | ----------------------------- |
|        | Biblio@ccés La Ràpita                      | Santa Margarida i els Monjos | biblioteca pública biblioteca central | 2007    | 41° 18′ 31″ N, 1° 38′ 50″ E / 41.308545°N,1.647099°E es:Plz. Ramón Cabré Mestres, s/n |           |                                            | Modifica les dades a Wikidata |
|        | Biblioteca de Santa Margarida i els Monjos | Santa Margarida i els Monjos | biblioteca pública biblioteca central |         | 41° 19′ 15″ N, 1° 39′ 34″ E / 41.3208°N,1.65954°E es:c/ Cadí, 2                       |           | Biblioteca de Santa Margarida i els Monjos | Modifica les dades a Wikidata |

## casa
| imatge | Nom                                 | Ubicat a                     | instància de | Detalls                                                       | coordenades                                                                                         | Protecció                                  | Commons (més fotos)                                                | Dades a WD                    |
| ------ | ----------------------------------- | ---------------------------- | ------------ | ------------------------------------------------------------- | --------------------------------------------------------------------------------------------------- | ------------------------------------------ | ------------------------------------------------------------------ | ----------------------------- |
|        | Ca l'Antich                         | Santa Margarida i els Monjos | casa         | Estil: arquitectura modernista 20th century                   | 41° 19′ 14″ N, 1° 39′ 51″ E / 41.320556°N,1.664167°E ca:Carrer de Berenguer, 1 169 msnm             | bé integrant del patrimoni cultural català | Ca l'Antich (Santa Margarida i els Monjos)                         | Modifica les dades a Wikidata |
|        | Ca l'Eixalà                         | Santa Margarida i els Monjos | casa         | Estil: arquitectura eclèctica 19th century                    | 41° 20′ 07″ N, 1° 39′ 42″ E / 41.335344°N,1.661768°E ca:Camí de Cal Salines a la Bleda              | bé integrant del patrimoni cultural català | Ca l'Aixelà (Santa Margarida i els Monjos)                         | Modifica les dades a Wikidata |
|        | Can Carbonell                       | Santa Margarida i els Monjos | casa         | Estil: arquitectura eclèctica 20th century                    | 41° 19′ 20″ N, 1° 39′ 51″ E / 41.322105°N,1.664262°E ca:Av. Catalunya, 34, els Monjos 170 msnm      | bé integrant del patrimoni cultural català | Can Carbonell (Santa Margarida i els Monjos)                       | Modifica les dades a Wikidata |
|        | Casa Francisco Romanos              | Santa Margarida i els Monjos | casa         | Estil: arquitectura modernista noucentisme 20th century       | 41° 19′ 18″ N, 1° 39′ 49″ E / 41.321666666667°N,1.6636111111111°E ca:Plaça de Sant Pere, 10         | bé integrant del patrimoni cultural català | Casa Francisco Romanos                                             | Modifica les dades a Wikidata |
|        | cal Casaler                         | Santa Margarida i els Monjos | casa         | Estil: arquitectura modernista 20th century                   | 41° 19′ 22″ N, 1° 39′ 56″ E / 41.322894°N,1.665464°E ca:Av. de Catalunya, 8-10, els Monjos 170 msnm | bé integrant del patrimoni cultural català | Cal Casaler (Santa Margarida i els Monjos)                         | Modifica les dades a Wikidata |
|        | casa Bolet                          | Santa Margarida i els Monjos | casa         | Arquitecte: Santiago Güell i Grau Estil: noucentisme 1925     | 41° 19′ 21″ N, 1° 39′ 53″ E / 41.322435°N,1.664745°E ca:Els Monjos. Av. Catalunya, 16-18            | bé integrant del patrimoni cultural català | Casa Bolet (Santa Margarida i els Monjos)                          | Modifica les dades a Wikidata |
|        | casa Gimeno                         | Santa Margarida i els Monjos | casa         | Estil: modernisme català arquitectura modernista 20th century | 41° 19′ 20″ N, 1° 39′ 52″ E / 41.322188°N,1.664451°E ca:Els Monjos - Avinguda de Catalunya, 30-32   | bé integrant del patrimoni cultural català | Casa Gimeno (Santa Margarida i els Monjos)                         | Modifica les dades a Wikidata |
|        | cases al carrer de la Plata, 8 i 10 | Santa Margarida i els Monjos | casa         | Estil: noucentisme 20th century                               | 41° 19′ 13″ N, 1° 39′ 55″ E / 41.320269°N,1.665183°E ca:C. de la Plata, 8-10, el Monjos             | bé integrant del patrimoni cultural català | Cases al carrer de la Plata, 8 i 10 (Santa Margarida i els Monjos) | Modifica les dades a Wikidata |

## curs d'aigua
| imatge | Nom                | Ubicat a                                                               | instància de | Detalls                                                 | coordenades | Protecció | Commons (més fotos) | Dades a WD                    |
| ------ | ------------------ | ---------------------------------------------------------------------- | ------------ | ------------------------------------------------------- | --- | --------- | ------------------- | ----------------------------- |
|        | Foix               | Penedès                                                                | curs d'aigua | Desemboca: mar Mediterrània Llarg: 41km Conca: 311.9km² | 41° 27′ 13″ N, 1° 32′ 48″ E / 41.453656°N,1.546799°E 41° 11′ 56″ N, 1° 40′ 36″ E / 41.19897°N,1.676569°E ca:Cubelles |           | Foix River          | Modifica les dades a Wikidata |
|        | riera de Llitrà    | Vilafranca del Penedès Vilobí del Penedès Santa Margarida i els Monjos | curs d'aigua | Desemboca: Foix                                         | 41° 19′ 00″ N, 1° 40′ 08″ E / 41.316644°N,1.668995°E ca:Al SE del nucli dels Monjos.                                 |           |                     | Modifica les dades a Wikidata |
|        | riera de la Bruixa | Santa Margarida i els Monjos                                           | curs d'aigua | Desemboca: Foix                                         | 41° 17′ 54″ N, 1° 38′ 43″ E / 41.298345°N,1.645344°E 41° 19′ 01″ N, 1° 38′ 33″ E / 41.316862°N,1.642621°E            |           |                     | Modifica les dades a Wikidata |

## edifici
| imatge | Nom                           | Ubicat a                     | instància de | Detalls                                  | coordenades                                                                                      | Protecció                                  | Commons (més fotos)                            | Dades a WD                    |
| ------ | ----------------------------- | ---------------------------- | ------------ | ---------------------------------------- | ------------------------------------------------------------------------------------------------ | ------------------------------------------ | ---------------------------------------------- | ----------------------------- |
|        | Ca l'Álvarez Cuevas           | Santa Margarida i els Monjos | edifici      | Estil: arquitectura popular 19th century | 41° 19′ 12″ N, 1° 39′ 41″ E / 41.31991°N,1.66139°E ca:Els Monjos. Avda. Catalunya 87             | bé cultural d'interès local                |                                                | Modifica les dades a Wikidata |
|        | Cal Pagès de Bellavista       | Santa Margarida i els Monjos | edifici      | Estil: modernisme català                 |                                                                                                  | bé cultural d'interès local                |                                                | Modifica les dades a Wikidata |
|        | Cals Frares                   | Santa Margarida i els Monjos | edifici      | Estil: modernisme català 20th century    | 41° 19′ 20″ N, 1° 39′ 53″ E / 41.32229°N,1.66472°E ca:Els Monjos. Av/ Catalunya nº28             | bé cultural d'interès local                |                                                | Modifica les dades a Wikidata |
|        | Forn de ciment de Cal Freixes | Santa Margarida i els Monjos | edifici      | 20th century                             | 41° 18′ 32″ N, 1° 40′ 30″ E / 41.30886°N,1.67489°E ca:Ca l'Ambornar                              | bé integrant del patrimoni cultural català |                                                | Modifica les dades a Wikidata |
|        | antic ajuntament              | Santa Margarida i els Monjos | edifici      | 1882                                     | 41° 19′ 20″ N, 1° 39′ 50″ E / 41.32234°N,1.66375°E ca:Els Monjos. c/ Sant Josep nº1              | bé cultural d'interès local                |                                                | Modifica les dades a Wikidata |
|        | centre Cultural               | Santa Margarida i els Monjos | edifici      | Estil: noucentisme 1909                  | 41° 19′ 15″ N, 1° 39′ 48″ E / 41.320905°N,1.663295°E ca:Els Monjos. Carrer d'Anselm Clavé, 10-14 | bé integrant del patrimoni cultural català | Centre Cultural (Santa Margarida i els Monjos) | Modifica les dades a Wikidata |

## element arquitectònic
| imatge | Nom                  | Ubicat a                     | instància de          | Detalls      | coordenades                                                                      | Protecció | Commons (més fotos) | Dades a WD                    |
| ------ | -------------------- | ---------------------------- | --------------------- | ------------ | -------------------------------------------------------------------------------- | --------- | ------------------- | ----------------------------- |
|        | Corral d'espitlles   | Santa Margarida i els Monjos | element arquitectònic |              | 41° 18′ 58″ N, 1° 40′ 35″ E / 41.31614°N,1.67639°E ca:Caseriu d'Espitlles.       |           |                     | Modifica les dades a Wikidata |
|        | Sínia d'en Joan Puig | Santa Margarida i els Monjos | element arquitectònic | 20th century | 41° 19′ 10″ N, 1° 40′ 03″ E / 41.31947°N,1.66746°E ca:Al S del nucli dels Monjos |           |                     | Modifica les dades a Wikidata |

## entitat singular de població
| imatge | Nom        | Ubicat a                     | instància de                                   | Detalls  | coordenades                                                   | Protecció | Commons (més fotos) | Dades a WD                    |
| ------ | ---------- | ---------------------------- | ---------------------------------------------- | -------- | ------------------------------------------------------------- | --------- | ------------------- | ----------------------------- |
|        | Cal Rubió  | Santa Margarida i els Monjos | entitat singular de població                   | 272 hab  | 41° 19′ 56″ N, 1° 38′ 59″ E / 41.332101°N,1.64976°E 197 msnm  |           |                     | Modifica les dades a Wikidata |
|        | els Monjos | Santa Margarida i els Monjos | entitat singular de població capital municipal | 5678 hab | 41° 19′ 12″ N, 1° 39′ 44″ E / 41.319953°N,1.662295°E 169 msnm |           |                     | Modifica les dades a Wikidata |
|        | la Ràpita  | Santa Margarida i els Monjos | entitat singular de població                   | 1768 hab | 41° 18′ 33″ N, 1° 38′ 47″ E / 41.309139°N,1.646333°E 163 msnm |           |                     | Modifica les dades a Wikidata |

## església
| imatge | Nom                             | Ubicat a                     | instància de              | Detalls                                   | coordenades | Protecció                                  | Commons (més fotos)                            | Dades a WD                    |
| ------ | ------------------------------- | ---------------------------- | ------------------------- | ----------------------------------------- | --- | ------------------------------------------ | ---------------------------------------------- | ----------------------------- |
|        | Sant Llorenç de la Sanabra      | Santa Margarida i els Monjos | església                  | Estil: arquitectura romànica              | 41° 17′ 56″ N, 1° 40′ 16″ E / 41.298956°N,1.671244°E                                                                             | bé integrant del patrimoni cultural català | Sant Llorenç de la Sanabra                     | Modifica les dades a Wikidata |
|        | Santa Margarida dels Monjos     | Santa Margarida i els Monjos | església                  | Estil: arquitectura romànica              | 41° 18′ 46″ N, 1° 40′ 03″ E / 41.312774°N,1.667403°E ca:Nucli de Santa Margarida                                                 | bé integrant del patrimoni cultural català | Santa Margarida (Santa Margarida i els Monjos) | Modifica les dades a Wikidata |
|        | Santa Maria de Penyafel         | Santa Margarida i els Monjos | església                  | Estil: arquitectura romànica 17th century | 41° 18′ 58″ N, 1° 41′ 00″ E / 41.316156°N,1.683451°E ca:Camí de Moja als Monjos                                                  | bé integrant del patrimoni cultural català | Santa Maria de Penyafel                        | Modifica les dades a Wikidata |
|        | Santa Maria de la Bleda         | Santa Margarida i els Monjos | església                  | Estil: arquitectura romànica              | 41° 20′ 37″ N, 1° 39′ 39″ E / 41.343583°N,1.660763°E ca:Camí de la Bleda                                                         | bé integrant del patrimoni cultural català | Santa Maria de la Bleda                        | Modifica les dades a Wikidata |
|        | Santa Maria de la Sanabra       | Santa Margarida i els Monjos | església edifici històric | Estil: arquitectura romànica              | 41° 17′ 54″ N, 1° 39′ 45″ E / 41.298261°N,1.662587°E ca:El topònim de la Sanabra ja determina una zona de referència al municipi | bé integrant del patrimoni cultural català | Santa Maria de la Sanabra                      | Modifica les dades a Wikidata |
|        | església de la Ràpita           | Santa Margarida i els Monjos | església                  | Estil: historicisme arquitectònic 1935    | 41° 18′ 32″ N, 1° 38′ 46″ E / 41.30891°N,1.64616°E ca:La Ràpita - Av. del Penedès, 3                                             | bé cultural d'interès local                |                                                | Modifica les dades a Wikidata |
|        | església parroquial dels Monjos | Santa Margarida i els Monjos | església                  | Estil: neogòtic 1920                      | 41° 19′ 12″ N, 1° 39′ 45″ E / 41.319958°N,1.662418°E ca:Els Monjos. Plaça de l'Església                                          | bé integrant del patrimoni cultural català | Església parroquial dels Monjos                | Modifica les dades a Wikidata |

## font
| imatge | Nom                                | Ubicat a                     | instància de | Detalls | coordenades                                                                                   | Protecció | Commons (més fotos) | Dades a WD                    |
| ------ | ---------------------------------- | ---------------------------- | ------------ | ------- | --------------------------------------------------------------------------------------------- | --------- | ------------------- | ----------------------------- |
|        | Font Febrosa                       | Santa Margarida i els Monjos | font         |         | 41° 18′ 18″ N, 1° 38′ 55″ E / 41.30501°N,1.64872°E ca:Les Masses.                             |           |                     | Modifica les dades a Wikidata |
|        | font d'espitlles                   | Santa Margarida i els Monjos | font         |         | 41° 18′ 53″ N, 1° 40′ 42″ E / 41.31474°N,1.67827°E ca:Partida del Serrau.                     |           |                     | Modifica les dades a Wikidata |
|        | font de Mata-Rectors               | Santa Margarida i els Monjos | font         |         | 41° 19′ 14″ N, 1° 40′ 34″ E / 41.32045°N,1.67609°E ca:Torrent de Mata- rectors                |           |                     | Modifica les dades a Wikidata |
|        | font de Nostra Senyora de Penyafel | Santa Margarida i els Monjos | font         | 1943    | 41° 18′ 51″ N, 1° 41′ 02″ E / 41.31414°N,1.68402°E ca:Fondo de Mas Granell                    |           |                     | Modifica les dades a Wikidata |
|        | font de Penyafel                   | Santa Margarida i els Monjos | font         |         | 41° 18′ 52″ N, 1° 41′ 18″ E / 41.314490075322°N,1.6882881156998°E                             |           |                     | Modifica les dades a Wikidata |
|        | font de Sant Llorenç               | Santa Margarida i els Monjos | font         |         | 41° 17′ 50″ N, 1° 40′ 16″ E / 41.2971765402796°N,1.67105630701388°E ca:A l'est de la Sanabra. |           |                     | Modifica les dades a Wikidata |
|        | font de Sardanyola                 | Santa Margarida i els Monjos | font         |         | 41° 19′ 06″ N, 1° 38′ 43″ E / 41.31847°N,1.64533°E ca:Sardinyola. Torrent de Cal Bruna.       |           |                     | Modifica les dades a Wikidata |
|        | font de l'Hort del Cases           | Santa Margarida i els Monjos | font         |         | 41° 19′ 06″ N, 1° 38′ 43″ E / 41.31845°N,1.64521°E ca:Sardinyola. Torrent de Cal Bruna.       |           |                     | Modifica les dades a Wikidata |
|        | font de la Bassa de Penyafel       | Santa Margarida i els Monjos | font         |         | 41° 18′ 50″ N, 1° 41′ 05″ E / 41.31375°N,1.68482°E ca:Fondo de Mas Granell.                   |           |                     | Modifica les dades a Wikidata |
|        | font de la Mata                    | Santa Margarida i els Monjos | font         |         | 41° 17′ 49″ N, 1° 38′ 52″ E / 41.29681°N,1.64775°E                                            |           |                     | Modifica les dades a Wikidata |

## granja
| imatge | Nom                 | Ubicat a                     | instància de | Detalls | coordenades                                                         | Protecció | Commons (més fotos) | Dades a WD                    |
| ------ | ------------------- | ---------------------------- | ------------ | ------- | ------------------------------------------------------------------- | --------- | ------------------- | ----------------------------- |
|        | Granja Vidal        | Santa Margarida i els Monjos | granja       |         | 41° 20′ 08″ N, 1° 39′ 09″ E / 41.3355742513025°N,1.65238569917716°E |           |                     | Modifica les dades a Wikidata |
|        | Granja de Sant Pere | Santa Margarida i els Monjos | granja       |         | 41° 18′ 16″ N, 1° 38′ 51″ E / 41.3043146899406°N,1.64745124316741°E |           |                     | Modifica les dades a Wikidata |

## masia
| imatge | Nom                       | Ubicat a                              | instància de     | Detalls                                                    | coordenades | Protecció                                            | Commons (més fotos)                          | Dades a WD                    |
| ------ | ------------------------- | ------------------------------------- | ---------------- | ---------------------------------------------------------- | --- | ---------------------------------------------------- | -------------------------------------------- | ----------------------------- |
|        | Ca l'Ambornà              | Santa Margarida i els Monjos          | masia            | Estil: arquitectura popular 18th century                   | 41° 18′ 41″ N, 1° 40′ 21″ E / 41.311275°N,1.672559°E ca:El mateix topònim de l'Ambornar ja determina una zona de referència al municipi                         | bé integrant del patrimoni cultural català           | Ca l'Ambornà                                 | Modifica les dades a Wikidata |
|        | Cal Barreres              | Santa Margarida i els Monjos          | masia            |                                                            | 41° 19′ 00″ N, 1° 39′ 37″ E / 41.316687098542°N,1.66021804997102°E                                                                                              |                                                      |                                              | Modifica les dades a Wikidata |
|        | Cal Brugal                | Santa Margarida i els Monjos          | masia            |                                                            | 41° 17′ 43″ N, 1° 39′ 07″ E / 41.295297525472°N,1.65199690881661°E                                                                                              |                                                      |                                              | Modifica les dades a Wikidata |
|        | Cal Canyers               | Santa Margarida i els Monjos          | masia            |                                                            | 41° 19′ 44″ N, 1° 39′ 29″ E / 41.3288834360659°N,1.65792480478252°E                                                                                             |                                                      |                                              | Modifica les dades a Wikidata |
|        | Cal Ferran                | Santa Margarida i els Monjos          | masia            |                                                            | 41° 20′ 33″ N, 1° 39′ 49″ E / 41.342620381758294°N,1.6636455059051516°E                                                                                         |                                                      |                                              | Modifica les dades a Wikidata |
|        | Cal Gat                   | Santa Margarida i els Monjos          | masia            |                                                            | 41° 20′ 01″ N, 1° 39′ 38″ E / 41.3336328095352°N,1.66045640755449°E                                                                                             |                                                      |                                              | Modifica les dades a Wikidata |
|        | Cal Magí Gol              | Santa Margarida i els Monjos          | masia            |                                                            | 41° 20′ 03″ N, 1° 38′ 55″ E / 41.3341887616834°N,1.64868569484551°E                                                                                             |                                                      |                                              | Modifica les dades a Wikidata |
|        | Cal Masover               | Santa Margarida i els Monjos          | masia            |                                                            | 41° 20′ 13″ N, 1° 39′ 09″ E / 41.33700183259904°N,1.6525036096572876°E la Rovira                                                                                |                                                      |                                              | Modifica les dades a Wikidata |
|        | Cal Noi de Bellestar      | Santa Margarida i els Monjos          | masia            |                                                            | 41° 18′ 10″ N, 1° 39′ 23″ E / 41.3028170767305°N,1.65647662441957°E                                                                                             |                                                      |                                              | Modifica les dades a Wikidata |
|        | Cal Pagès de Bellavista   | Santa Margarida i els Monjos          | masia            |                                                            | 41° 20′ 16″ N, 1° 38′ 43″ E / 41.3379060002194°N,1.64538202659407°E                                                                                             |                                                      |                                              | Modifica les dades a Wikidata |
|        | Cal Pere Joan             | Santa Margarida i els Monjos          | masia            |                                                            | 41° 18′ 12″ N, 1° 39′ 51″ E / 41.3033197302545°N,1.66406325739953°E ca:El topònim de Cal Pere Joan ja determina una zona de referència al municipi              |                                                      |                                              | Modifica les dades a Wikidata |
|        | Cal Prunera               | Santa Margarida i els Monjos          | masia            |                                                            | 41° 18′ 09″ N, 1° 39′ 23″ E / 41.3025182295078°N,1.65633942222441°E                                                                                             |                                                      |                                              | Modifica les dades a Wikidata |
|        | Cal Quiteri               | Santa Margarida i els Monjos          | masia            |                                                            | 41° 18′ 59″ N, 1° 39′ 29″ E / 41.3163731841992°N,1.65801423312069°E                                                                                             |                                                      |                                              | Modifica les dades a Wikidata |
|        | Cal Rossell               | Santa Margarida i els Monjos          | masia            |                                                            | 41° 18′ 30″ N, 1° 40′ 02″ E / 41.3084174082243°N,1.66712483154603°E                                                                                             |                                                      |                                              | Modifica les dades a Wikidata |
|        | Cal Tiques                | Santa Margarida i els Monjos          | masia            |                                                            | 41° 20′ 11″ N, 1° 38′ 53″ E / 41.3364144734458°N,1.64799433618191°E                                                                                             |                                                      |                                              | Modifica les dades a Wikidata |
|        | Cal Vicari                | Santa Margarida i els Monjos          | masia            |                                                            | 41° 18′ 12″ N, 1° 39′ 21″ E / 41.3032223953011°N,1.65570383208593°E                                                                                             |                                                      |                                              | Modifica les dades a Wikidata |
|        | Cal Xacó                  | Santa Margarida i els Monjos          | masia            |                                                            | 41° 19′ 59″ N, 1° 39′ 14″ E / 41.3331074075141°N,1.65402594279434°E ca:Prop del barri de Cal Rubió                                                              |                                                      |                                              | Modifica les dades a Wikidata |
|        | Cal Xic Miano             | Santa Margarida i els Monjos          | masia            |                                                            | 41° 20′ 12″ N, 1° 38′ 53″ E / 41.3366581752855°N,1.64803709974295°E                                                                                             |                                                      |                                              | Modifica les dades a Wikidata |
|        | Can Santacana             | Santa Margarida i els Monjos          | masia            |                                                            | 41° 19′ 11″ N, 1° 38′ 58″ E / 41.3197667518776°N,1.6493540751229°E                                                                                              |                                                      |                                              | Modifica les dades a Wikidata |
|        | Can Valls                 | Santa Margarida i els Monjos          | masia            |                                                            | 41° 18′ 20″ N, 1° 38′ 38″ E / 41.3055698477508°N,1.64388949472601°E                                                                                             |                                                      |                                              | Modifica les dades a Wikidata |
|        | Espitlles                 | Santa Margarida i els Monjos          | masia            | Estil: arquitectura eclèctica 1859                         | 41° 18′ 58″ N, 1° 40′ 39″ E / 41.315998°N,1.67754°E ca:Caseria d'Espitlles                                                                                      | bé integrant del patrimoni cultural català           | Espitlles (Santa Margarida i els Monjos)     | Modifica les dades a Wikidata |
|        | Mas Bellestar             | Santa Margarida i els Monjos          | masia            |                                                            | 41° 17′ 41″ N, 1° 39′ 21″ E / 41.2946929951036°N,1.65575955706972°E                                                                                             |                                                      |                                              | Modifica les dades a Wikidata |
|        | Mas Castellar             | Santa Margarida i els Monjos          | masia            | Estil: arquitectura popular 1889                           | 41° 18′ 32″ N, 1° 39′ 44″ E / 41.30875°N,1.662157°E ca:Al Sud de la fàbrica de ciment dels Monjos                                                               | bé integrant del patrimoni cultural català           | Mas Castellar (Santa Margarida i els Monjos) | Modifica les dades a Wikidata |
|        | Mas Catarro               | Santa Margarida i els Monjos          | masia            | Estil: arquitectura modernista 20th century                | 41° 19′ 32″ N, 1° 39′ 44″ E / 41.325515°N,1.662352°E ca:Plaça del Molí de Vent                                                                                  | bé integrant del patrimoni cultural català           | Mas Catarro                                  | Modifica les dades a Wikidata |
|        | Mas Granell               | Santa Margarida i els Monjos          | masia            |                                                            | 41° 18′ 58″ N, 1° 39′ 08″ E / 41.3161539372098°N,1.65235574214743°E 174 msnm                                                                                    |                                                      |                                              | Modifica les dades a Wikidata |
|        | Mas Petit                 | Santa Margarida i els Monjos          | masia            |                                                            | 41° 18′ 20″ N, 1° 39′ 43″ E / 41.3054733475259°N,1.66180941603179°E                                                                                             |                                                      |                                              | Modifica les dades a Wikidata |
|        | Mas Pujó                  | Santa Margarida i els Monjos          | masia            |                                                            | 41° 19′ 34″ N, 1° 40′ 30″ E / 41.326046382928°N,1.6749125011811°E ca:Els Monjos. Mas Pujó.                                                                      |                                                      |                                              | Modifica les dades a Wikidata |
|        | Maset del Rossell         | Santa Margarida i els Monjos          | masia            |                                                            | 41° 17′ 59″ N, 1° 40′ 59″ E / 41.2997722658312°N,1.68294786252874°E                                                                                             |                                                      |                                              | Modifica les dades a Wikidata |
|        | Masia de Penafel          | Santa Margarida i els Monjos Olèrdola | masia casa forta | Estil: arquitectura popular                                | 41° 19′ 01″ N, 1° 41′ 00″ E / 41.316923°N,1.68339°E ca:El topònim de Penafel ja determina una zona de referència al municipi                                    | bé d'interès cultural bé cultural d'interès nacional | Masia de Penyafel                            | Modifica les dades a Wikidata |
|        | el Serral                 | Santa Margarida i els Monjos          | masia            | Estil: arquitectura modernista arquitectura eclèctica 1916 | 41° 19′ 10″ N, 1° 39′ 07″ E / 41.319444444444°N,1.6519444444444°E ca:Carretera N-340, km 296                                                                    | bé integrant del patrimoni cultural català           | El Serral (Santa Margarida i els Monjos)     | Modifica les dades a Wikidata |
|        | la Riba                   | Santa Margarida i els Monjos          | masia            | Estil: arquitectura modernista 18th century                | 41° 20′ 02″ N, 1° 39′ 45″ E / 41.333973°N,1.66237°E ca:camí de Cal Salines a la Bleda                                                                           | bé integrant del patrimoni cultural català           | La Riba (Santa Margarida i els Monjos)       | Modifica les dades a Wikidata |
|        | la Senabra                | Santa Margarida i els Monjos          | masia edifici    | Estil: arquitectura popular                                | 41° 17′ 55″ N, 1° 39′ 44″ E / 41.2987488845322°N,1.66216189116476°E 41° 17′ 54″ N, 1° 39′ 46″ E / 41.29824°N,1.66267°E ca:Camí que surt de Penyafort            | bé cultural d'interès local                          |                                              | Modifica les dades a Wikidata |
|        | la Tallada                | Santa Margarida i els Monjos          | masia            |                                                            | 41° 18′ 36″ N, 1° 38′ 32″ E / 41.3101263378276°N,1.64225401170617°E                                                                                             |                                                      |                                              | Modifica les dades a Wikidata |
|        | la Torreta                | Santa Margarida i els Monjos          | masia            | Estat: ruïnós                                              | 41° 18′ 21″ N, 1° 40′ 11″ E / 41.3057908222349°N,1.66977047071383°E ca:El mateix topònim de la Torreta ja determina una zona de referència al municipi 236 msnm |                                                      | La Torreta (Santa Margarida i els Monjos)    | Modifica les dades a Wikidata |
|        | la Torreta                | Santa Margarida i els Monjos          | masia            |                                                            | 41° 20′ 31″ N, 1° 39′ 54″ E / 41.34206056240199°N,1.6650241613388064°E                                                                                          |                                                      |                                              | Modifica les dades a Wikidata |
|        | les Mases                 | Santa Margarida i els Monjos          | masia            |                                                            | 41° 18′ 10″ N, 1° 38′ 51″ E / 41.3026402751548°N,1.6475336261757°E ca:El topònim de les Masses ja determina una zona de referència al municipi                  |                                                      |                                              | Modifica les dades a Wikidata |
|        | mas Granell               | Santa Margarida i els Monjos          | masia            |                                                            | 41° 18′ 44″ N, 1° 41′ 27″ E / 41.31229057546221°N,1.6908645629882817°E                                                                                          |                                                      |                                              | Modifica les dades a Wikidata |
|        | masia Castell de la Bleda | Santa Margarida i els Monjos          | masia casa forta | Estil: arquitectura popular 12nd century                   | 41° 20′ 40″ N, 1° 39′ 40″ E / 41.34445°N,1.661169°E ca:Carretera de la Bleda                                                                                    | bé d'interès cultural bé cultural d'interès nacional | Masia Castell de la Bleda                    | Modifica les dades a Wikidata |

## molí d'aigua
| imatge | Nom                                    | Ubicat a                     | instància de | Detalls                      | coordenades                                                                                 | Protecció                                  | Commons (més fotos)                             | Dades a WD                    |
| ------ | -------------------------------------- | ---------------------------- | ------------ | ---------------------------- | ------------------------------------------------------------------------------------------- | ------------------------------------------ | ----------------------------------------------- | ----------------------------- |
|        | Molins de Santa Margarida i els Monjos | Santa Margarida i els Monjos | molí d'aigua |                              |                                                                                             |                                            |                                                 | Modifica les dades a Wikidata |
|        | Molí d'en Ferran                       | Santa Margarida i els Monjos | molí d'aigua | Estil: arquitectura popular  | 41° 20′ 20″ N, 1° 39′ 39″ E / 41.338995°N,1.660714°E                                        | bé integrant del patrimoni cultural català |                                                 | Modifica les dades a Wikidata |
|        | Molí de Mascaró                        | Santa Margarida i els Monjos | molí d'aigua | Estil: arquitectura popular  | 41° 18′ 08″ N, 1° 38′ 48″ E / 41.302272°N,1.646718°E                                        | bé integrant del patrimoni cultural català |                                                 | Modifica les dades a Wikidata |
|        | Molí de l'Abadal                       | Santa Margarida i els Monjos | molí d'aigua | Estil: arquitectura popular  | 41° 18′ 28″ N, 1° 39′ 28″ E / 41.307644°N,1.657724°E ca:Camí de Penyafort, des de la Ràpita | bé integrant del patrimoni cultural català | Molí de l'Abadal (Santa Margarida i els Monjos) | Modifica les dades a Wikidata |
|        | Molí de les Masses                     | Santa Margarida i els Monjos | molí d'aigua | Estat: enderrocat o destruït |                                                                                             | bé integrant del patrimoni cultural català |                                                 | Modifica les dades a Wikidata |
|        | Molí del Foix                          | Santa Margarida i els Monjos | molí d'aigua | Estil: arquitectura popular  | 41° 19′ 13″ N, 1° 39′ 40″ E / 41.320403°N,1.661221°E ca:Els Monjos - Carrer Farigola, 2-8   | bé integrant del patrimoni cultural català | Molí del Macià                                  | Modifica les dades a Wikidata |

## molí de vent
| imatge | Nom                         | Ubicat a                     | instància de | Detalls      | coordenades                                                                                  | Protecció | Commons (més fotos) | Dades a WD                    |
| ------ | --------------------------- | ---------------------------- | ------------ | ------------ | -------------------------------------------------------------------------------------------- | --------- | ------------------- | ----------------------------- |
|        | Molí de vent de can Aixelà  | Santa Margarida i els Monjos | molí de vent |              | 41° 20′ 13″ N, 1° 39′ 41″ E / 41.33696°N,1.66138°E ca:Entre Can Aixelà i la carretera B-212. |           |                     | Modifica les dades a Wikidata |
|        | Molí de vent de mas Catarro | Santa Margarida i els Monjos | molí de vent | 20th century | 41° 19′ 32″ N, 1° 39′ 48″ E / 41.32543°N,1.66323°E ca:Els Monjos. Plaça del Molí de Vent.    |           |                     | Modifica les dades a Wikidata |

## muntanya
| imatge | Nom                | Ubicat a                     | instància de | Detalls | coordenades                                                                        | Protecció | Commons (més fotos) | Dades a WD                    |
| ------ | ------------------ | ---------------------------- | ------------ | ------- | ---------------------------------------------------------------------------------- | --------- | ------------------- | ----------------------------- |
|        | Turó de la Pòpia   | Santa Margarida i els Monjos | muntanya     |         | 41° 17′ 26″ N, 1° 40′ 08″ E / 41.2905°N,1.66886111°E 344.9 msnm                    |           |                     | Modifica les dades a Wikidata |
|        | Turó de la Senabra | Santa Margarida i els Monjos | muntanya     |         | 41° 17′ 37″ N, 1° 40′ 22″ E / 41.293641666666666°N,1.6726722222222223°E 386.7 msnm |           |                     | Modifica les dades a Wikidata |
|        | el Serral          | Santa Margarida i els Monjos | muntanya     |         | 41° 19′ 19″ N, 1° 39′ 10″ E / 41.321980555555555°N,1.652775°E 181 msnm             |           |                     | Modifica les dades a Wikidata |

## nucli d'entitat singular de població
| imatge | Nom           | Ubicat a                                | instància de                                           | Detalls | coordenades                                                                  | Protecció | Commons (més fotos) | Dades a WD                    |
| ------ | ------------- | --------------------------------------- | ------------------------------------------------------ | ------- | ---------------------------------------------------------------------------- | --------- | ------------------- | ----------------------------- |
|        | Cal Claramunt | la Ràpita Santa Margarida i els Monjos  | nucli d'entitat singular de població nucli de població | 42 hab  | 41° 18′ 14″ N, 1° 38′ 34″ E / 41.30402576°N,1.64283577°E 155 msnm            |           |                     | Modifica les dades a Wikidata |
|        | Cal Salines   | els Monjos Santa Margarida i els Monjos | nucli d'entitat singular de població nucli de població | 58 hab  | 41° 19′ 43″ N, 1° 39′ 58″ E / 41.32861675°N,1.66598511°E 182 msnm            |           |                     | Modifica les dades a Wikidata |
|        | Muscarola     | Santa Margarida i els Monjos Cal Rubió  | nucli d'entitat singular de població nucli de població | 27 hab  | 41° 20′ 10″ N, 1° 38′ 51″ E / 41.336213°N,1.647416°E 203 msnm                |           |                     | Modifica les dades a Wikidata |
|        | Sardinyola    | Santa Margarida i els Monjos la Ràpita  | nucli d'entitat singular de població nucli de població | 65 hab  | 41° 19′ 06″ N, 1° 38′ 30″ E / 41.3184522858617°N,1.64161324421441°E 173 msnm |           |                     | Modifica les dades a Wikidata |
|        | la Rovira     | Santa Margarida i els Monjos Cal Rubió  | nucli d'entitat singular de població nucli de població | 65 hab  | 41° 20′ 13″ N, 1° 39′ 07″ E / 41.337019°N,1.651972°E 203 msnm                |           |                     | Modifica les dades a Wikidata |

## nucli de població
| imatge | Nom             | Ubicat a                     | instància de      | Detalls | coordenades                                                       | Protecció | Commons (més fotos) | Dades a WD                    |
| ------ | --------------- | ---------------------------- | ----------------- | ------- | ----------------------------------------------------------------- | --------- | ------------------- | ----------------------------- |
|        | Puigdesser      | Santa Margarida i els Monjos | nucli de població |         | 41° 20′ 25″ N, 1° 39′ 41″ E / 41.340302588742°N,1.6614768234392°E |           |                     | Modifica les dades a Wikidata |
|        | Santa Margarida | Santa Margarida i els Monjos | nucli de població |         | 41° 18′ 51″ N, 1° 39′ 56″ E / 41.314229182651°N,1.6655944661027°E |           |                     | Modifica les dades a Wikidata |

## polígon industrial
| imatge | Nom                                    | Ubicat a                     | instància de       | Detalls | coordenades                                                         | Protecció | Commons (més fotos) | Dades a WD                    |
| ------ | -------------------------------------- | ---------------------------- | ------------------ | ------- | ------------------------------------------------------------------- | --------- | ------------------- | ----------------------------- |
|        | Polígon industrial Casa Nova           | Santa Margarida i els Monjos | polígon industrial |         | 41° 19′ 31″ N, 1° 39′ 15″ E / 41.3251909694963°N,1.65411719729576°E |           |                     | Modifica les dades a Wikidata |
|        | Polígon industrial El Pla de l'Estació | Santa Margarida i els Monjos | polígon industrial |         | 41° 18′ 53″ N, 1° 39′ 48″ E / 41.3148489999769°N,1.66326633805917°E |           |                     | Modifica les dades a Wikidata |

## pont
| imatge | Nom               | Ubicat a                     | instància de | Detalls        | coordenades                                                         | Protecció | Commons (més fotos) | Dades a WD                    |
| ------ | ----------------- | ---------------------------- | ------------ | -------------- | ------------------------------------------------------------------- | --------- | ------------------- | ----------------------------- |
|        | Pont d'en Ferran  | Santa Margarida i els Monjos | pont         | Travessa: Foix | 41° 20′ 17″ N, 1° 39′ 37″ E / 41.3381880724411°N,1.66024354868356°E |           |                     | Modifica les dades a Wikidata |
|        | Pont de la Bruixa | Santa Margarida i els Monjos | pont         |                | 41° 18′ 44″ N, 1° 38′ 33″ E / 41.3121647572828°N,1.64248647993864°E |           |                     | Modifica les dades a Wikidata |

## Misc
| imatge | Nom                                        | Ubicat a                                           | instància de                                          | Detalls                                                                            | coordenades | Protecció                                            | Commons (més fotos)                                 | Dades a WD                    |
| ------ | ------------------------------------------ | -------------------------------------------------- | ----------------------------------------------------- | ---------------------------------------------------------------------------------- | --- | ---------------------------------------------------- | --------------------------------------------------- | ----------------------------- |
|        | Celler de la Riba                          | Santa Margarida i els Monjos                       | edifici industrial                                    | Estil: modernisme català                                                           | 41° 20′ 01″ N, 1° 39′ 47″ E / 41.33372497558594°N,1.6629480123519895°E ca:Camí de Cal Salines a la Bleda                                                           |                                                      |                                                     | Modifica les dades a Wikidata |
|        | Centre de Documentació del Parc del Foix   | Santa Margarida i els Monjos                       | biblioteca biblioteca central                         |                                                                                    | 41° 19′ 15″ N, 1° 39′ 34″ E / 41.320828°N,1.659335°E es:c/ Cadí, 2                                                                                                 |                                                      |                                                     | Modifica les dades a Wikidata |
|        | El Serral                                  | Santa Margarida i els Monjos                       | vèrtex geodèsic                                       | Alt: 1.2m                                                                          | 41° 19′ 08″ N, 1° 39′ 10″ E / 41.318764°N,1.652777°E 181.4 msnm |                                                      |                                                     | Modifica les dades a Wikidata |
|        | Espitlles                                  | Santa Margarida i els Monjos                       | serra                                                 |                                                                                    | 41° 18′ 41″ N, 1° 40′ 53″ E / 41.3115°N,1.68147222°E 266.3 msnm |                                                      |                                                     | Modifica les dades a Wikidata |
|        | Estació dels Monjos                        | Santa Margarida i els Monjos                       | estació de ferrocarril                                |                                                                                    | 41° 18′ 53″ N, 1° 39′ 36″ E / 41.31469444444444°N,1.6599444444444444°E                                                                                             |                                                      | Els Monjos train station                            | Modifica les dades a Wikidata |
|        | Forn de calç de Sant Llorenç de la Sanabra | Santa Margarida i els Monjos                       | forn de calç                                          | Estil: arquitectura popular                                                        | | bé integrant del patrimoni cultural català           | Forn de calç de Sant Llorenç de la Sanabra          | Modifica les dades a Wikidata |
|        | Jardí botànic del Molí del Foix            | Santa Margarida i els Monjos                       |                                                       | 20th century                                                                       | 41° 19′ 13″ N, 1° 39′ 40″ E / 41.32026°N,1.66115°E ca:Els Monjos. c/Farigola 2 - 8 / Avinguda Catalunya nº74                                                       |                                                      |                                                     | Modifica les dades a Wikidata |
|        | Parc del Foix                              | Castellet i la Gornal Santa Margarida i els Monjos | àrea protegida espai d'interès natural                | Superfície: 2900ha                                                                 | 41° 15′ 35″ N, 1° 38′ 39″ E / 41.259742°N,1.644172°E |                                                      | Parc del Foix                                       | Modifica les dades a Wikidata |
|        | Portal de l'antiga fàbrica Uniland         | Santa Margarida i els Monjos                       | porta estructura arquitectònica element arquitectònic | Arquitecte: No/unknown value Estil: arquitectura modernista modernisme català 1902 | 41° 18′ 54″ N, 1° 39′ 49″ E / 41.314998626708984°N,1.663511037826538°E ca:Fàbrica Uniland. Camí de Santa Margarida                                                 |                                                      |                                                     | Modifica les dades a Wikidata |
|        | Refugi antiaeri del Serral                 | Santa Margarida i els Monjos                       | estructura arquitectònica refugi antiaeri             | 1937                                                                               | 41° 19′ 08″ N, 1° 39′ 09″ E / 41.31899°N,1.65254°E 41° 19′ 08″ N, 1° 39′ 10″ E / 41.319000244140625°N,1.6528520584106443°E ca:Camí que va de Sardinyola als Monjos |                                                      |                                                     | Modifica les dades a Wikidata |
|        | Uniland Cementera SA                       | Santa Margarida i els Monjos                       | pedrera                                               |                                                                                    | 41° 18′ 14″ N, 1° 41′ 08″ E / 41.3037834985384°N,1.6855667111052°E                                                                                                 |                                                      |                                                     | Modifica les dades a Wikidata |
|        | avinguda del Penedès                       | Santa Margarida i els Monjos                       | carrer                                                | Estil: arquitectura popular                                                        | 41° 18′ 30″ N, 1° 38′ 46″ E / 41.308219°N,1.646089°E ca:Av. del Penedès, la Ràpita                                                                                 | bé integrant del patrimoni cultural català           | Avinguda del Penedès (Santa Margarida i els Monjos) | Modifica les dades a Wikidata |
|        | casa de la Vila                            | Santa Margarida i els Monjos                       | casa consistorial                                     | Estil: academicisme 1940                                                           | 41° 19′ 16″ N, 1° 39′ 46″ E / 41.321111111111°N,1.6627777777778°E ca:Av. de Catalunya, 74, els Monjos 160 msnm                                                     | bé integrant del patrimoni cultural català           | Casa de la Vila (Santa Margarida i els Monjos)      | Modifica les dades a Wikidata |
|        | castell de Penyafort                       | Santa Margarida i els Monjos                       | castell                                               | Estil: arquitectura barroca                                                        | 41° 18′ 23″ N, 1° 39′ 30″ E / 41.3064°N,1.65833°E ca:Castell - convent de Penyafort.                                                                               | bé d'interès cultural bé cultural d'interès nacional | Castell-convent de Penyafort                        | Modifica les dades a Wikidata |
|        | fàbrica de ciment dels Monjos              | Santa Margarida i els Monjos                       | fàbrica de ciment                                     |                                                                                    | 41° 18′ 52″ N, 1° 39′ 43″ E / 41.31432132881636°N,1.6620469093322756°E                                                                                             |                                                      |                                                     | Modifica les dades a Wikidata |